# Parc Torrent Maduixer
El parc Torrent Maduixer es troba al barri de Sant Gervasi - la Bonanova, al districte de Sarrià-Sant Gervasi de Barcelona. Està situat en la falda de la serra de Collserola, al costat de la Ronda de Dalt. Aquest parc, creat al 2013, va ser concebut amb criteris d'autosuficiència i sostenibilitat, una de les premisses bàsiques en la creació d'àrees verdes a la ciutat comtal en l'actualitat, com els parcs de Can Rigal, de la Primavera i el de Rieres d'Horta.

## Descripció
El parc se situa sobre la coberta d'un edifici de l'àrea de manteniment i neteja de l'Ajuntament de Barcelona, construït amb criteris d'eficiència i sostenibilitat, ja que disposa d'una bomba geotèrmica per al seu consum energètic, la qual ofereix un alt rendiment amb poc consum elèctric. El terreny té un pendent de 9 metres de desnivell, per la qual cosa s'organitza en una sèrie de cinc terrasses que salven la diferència d'altura, connectades amb escales i camins pavimentats. Aquestes terrasses generen una sèrie de placetes de sorra, i entre elles hi ha talusos coberts de vegetació, principalment plantes arbustives, tapiçants i trepadores, així com alguns arbres de tipus mediterrani. El reg és automàtic, i es realitza mitjançant un programador gestor d'electrovàlvules. A la part superior del parc hi ha un hort urbà, i en l'inferior se situa una àrea de jocs infantils.